# ヒットエンドラン
ヒットエンドラン（英: hit-and-run）は、野球における戦術の一つ。略してエンドランとも言われる。

## 概要
投球と同時に走者が次の塁へスタートし、打者はその投球を打ち、通常より早く進塁を狙う戦術である。後述するいくつかの応用戦術がある。

## 発案と受容
19世紀、メジャーリーグベースボールのシカゴ・ホワイトストッキングス（現シカゴ・カブス）に所属していたキング・ケリーとキャップ・アンソンが戦術の原型を考案したとされる。
また、19世紀終わりごろ、のちにメジャーリーグの名監督と称されたジョン・マグローは、ボルチモア・オリオールズ時代に監督のネッド・ハンロンと協同し、戦術として更に練り上げた。公式戦で初めてこの戦術を使ったシーズンでは、1試合に13回挑戦し全て成功させた。このときの対戦相手だったニューヨーク・ジャイアンツのモンテ・ウォード監督は、「こんなのが野球であってたまるか」と猛抗議したという。
2000年代の日本プロ野球では、2006年から2009年まで広島東洋カープの、2010年は東北楽天ゴールデンイーグルスの監督を務めたマーティ・レオ・ブラウンがヒットエンドラン戦術を多用した（その代わりバントは多くなかった）。

## 戦術の得失

### 利点
- 打球がゴロとなり内野手が処理したときは、投球と同時にスタートした走者がすでに次の塁近くに到達しているためアウトにされにくい。結果として併殺打を回避できる。
- 打球が安打となった場合は、より先の塁に走者が辿り着きやすくなる。たとえば、走者一塁で右方向へ安打が出たとき、走者がスタートしていなければ、二塁までしか進めないこともある程度起こりうるが、ヒットエンドランならば三塁へ到達する確率が高くなる。
- 送りバントと違ってスイングするため、2ストライクからのファウルでもアウトにならない。打った場合は飛んだ位置によって当然ヒットにもなりえる。
- 打者が打つまでは、盗塁と見分けが付かない。捕手の送球に備えて二塁手もしくは遊撃手のいずれかが二塁のベースカバーをする必要がある。そのため、広く空いた一二塁間もしくは三遊間へ打球が飛んだ場合、安打になりやすい。（走者一塁の場合）

### 欠点
- ライナーになった打球を野手に捕球された場合、すでに離塁している走者がアウトにならず帰塁するのは困難で、併殺の確率は高いものとなる。
- 打者が空振りまたは見逃した場合、あるいはサインを見破られピッチアウトされたときは単独盗塁を行ったと同一である。しかし、盗塁を不得意とする選手が走者であってもヒットエンドランのサインは出される。また、盗塁の得意な選手であっても、スタートの成否（通常の単独盗塁と比べてスタートは遅くなる）に関わらず盗塁企図を余儀なくされるためアウトの確率が高くなる。
- 発生確率は低いが、メジャーリーグにおいて20世紀以降記録された無補殺三重殺の多くは、走者一・二塁でヒットエンドランをかけたケースで発生している。ヒットエンドランにより一塁走者が二塁直近まで到達するため、二塁付近へのライナーを捕球した二塁手または遊撃手は、二塁または二塁走者自身に触球して二塁走者をアウトにし、つづいて一塁走者へ触球して3アウト目をとることが容易となるため。

## 応用戦術
ヒットエンドランには、打者の打撃方法と走者の走行タイミングによって分類されるいくつかの応用戦術がある。

### バントエンドラン
打者によるヒッティングの代わりにバントを行う戦術。バントでは一・二塁間や三遊間を抜ける安打は望めないが、守備力の低い相手に対しては、ヒッティングよりも確実にバットへ当てられる。そのため、走者の二進が確実になる、ライナーによる併殺の心配がないといった利点がある（ただし、飛球になったときは、小飛球でも併殺になる可能性は高い）。無死の場面で、俊足の一塁走者を進塁させるために使われることが多い。
また、走者二盗の際に二塁カバーへ入る選手（二塁手・遊撃手のいずれか）をあらかじめ見極められれば、以下の戦術が可能となる。
- 二塁手がカバーする場合、一塁線に向かって一塁手と投手のどちらが捕るか躊躇するようなバントをする。一塁カバーが不在となり打者が一塁に生きる確率が高くなる。
- 遊撃手がカバーする場合、三塁線に向かって三塁手と投手のどちらが捕るか躊躇するようなバントをする。三塁カバーが不在となり一塁走者が一気に三進できる確率が高くなる。

バントエンドランのうち、走者を三塁に置いたケースはスクイズプレイと見ることもできる。
軟式野球では、打球がよく弾む特性を利用した「ヒットエンドランスクイズ」（エンドランスクイズ）が用いられる。打者が内野ゴロを打ち、先にスタートさせていた三塁走者を生還させる攻撃方法。これは塁間の短いソフトボールでもみられる。

### バスターエンドラン
まず打者がバントの構えで打席に立つ。走者がスタートを切り、相手投手が投球動作に入ってからヒッティングに切り替えて打つ（バスター）戦術。

### ランエンドヒット
投手の投球と同時に走者が盗塁を試み、打者は盗塁が成功する可能性や投球の球種・コースを見てヒッティングか見逃すかを選択する戦術。
ヒットエンドランとの違いは、走者は盗塁のタイミングで走り、打者は無理に当てず通常通りの打撃を行う点である。ボール球に手を出す必要がないため、フルカウントなどで出されやすいサインである。
ヒットエンドランは打者が走者の進塁を助ける戦術である。打者がバットに当てる前提のタイミングで走者はスタートを切るため、打者はあきらかなボール球に対しても、ミートを狙わなければならない。対するランエンドヒットは、単独でも盗塁成功が見込める走者を走らせることが多く、かつ打者も投球を見逃すか、故意に空振りするという選択肢があるため、ヒットエンドランと比較しライナーによる併殺をより警戒する必要がある。
なお、走者がノーサインで盗塁し打者がヒッティングした場合、結果的にランエンドヒットの形になることもある。

## 実行のタイミング
バットに当て、できるだけゴロにしなければならないため、ストライクが来る確率の高い（ピッチアウトしづらい）ボールカウントで比較的実行されやすい。打者はバットに当てることに長け（空振りの確率が低い）、右打ちが得意な選手であることが条件となる。
二死でフルカウント（3ボール2ストライク）の場面では、フォースの状態にある走者は必ずスタートを切り、ランエンドヒットの形となる。これは打者が投球を見逃してもストライクなら三振で攻守交代（あるいは振り逃げ）、四球や死球でそのまま進塁となり、仮に飛球となって捕球されても三死で攻守交代となりリタッチの義務が発生せず、リスクが無いためである。これは俗に自動スタート、オートマチックスタートなどと呼ばれる。無死または一死の場合でもフルカウントならばピッチアウトもなく、打者が無理にボール球を打つ必要がないため空振り三振の確率が低いと判断されれば比較的実行されやすい。ただし走者がアウトとなるリスクは継続し、特に打者が三振後、単独で盗塁した形となった走者が捕手によって盗塁刺された場合は併殺となる（俗にいう三振ゲッツー）。